# 梅西河
（英語： /ˈmɜːzi/）或譯為默西河，是英格蘭西北部的河川。源頭在大曼徹斯特郡的史托克波特（Stockport）。河口在梅西賽郡的利物浦。全長70.33英里（113）。數個世紀以來都是兰开郡和柴郡的界河。

## 語源學
其名稱來自古英語“mǽres”（意即“邊界”）和“ēa”（意即“河流”）。原因可能是此河為麥西亞王國和諾森布里亞的邊界。

## 外部連結
- Liverpool Pictorial （页面存档备份，存于）
- Mersey map – aisliverpool.org.uk （页面存档备份，存于）
- River Mersey Information （页面存档备份，存于）
- Howley Lock
- Mersey Shipping
- RiverMersey.co.uk （页面存档备份，存于）
- "Salmon behaviour in the Mersey Catchment" at environment-agency.gov.uk